# Helicia olivacea
Helicia olivacea är en tvåhjärtbladig växtart som beskrevs av Herman Otto Sleumer. Helicia olivacea ingår i släktet Helicia och familjen Proteaceae. Inga underarter finns listade i Catalogue of Life.